# Vadodara
Pronunciação

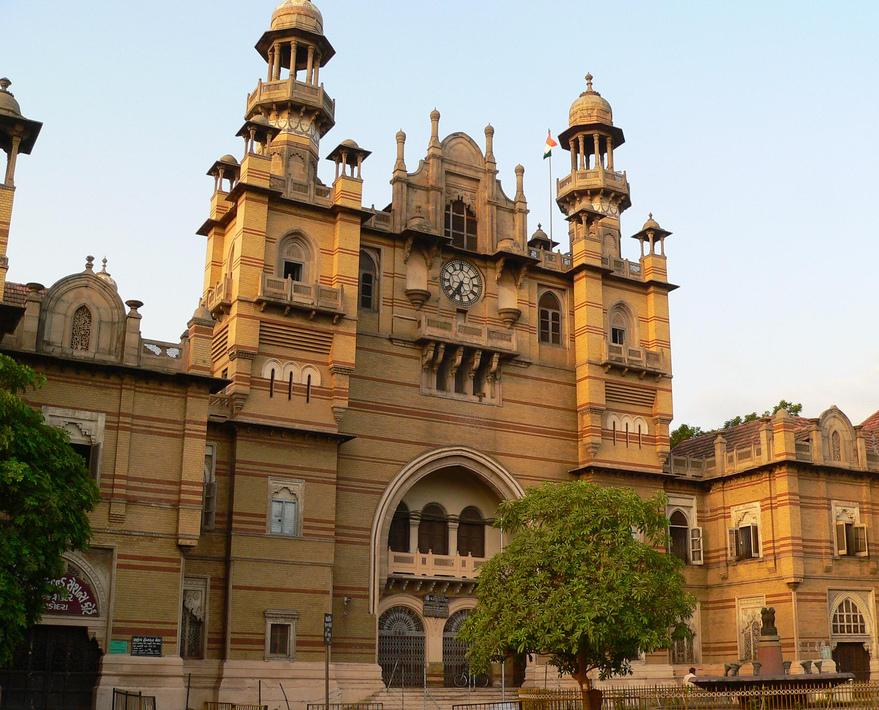
Nyay Mandir, onde funciona um tribunal superior de Vadodara

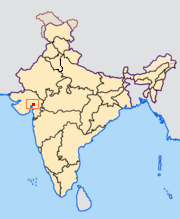
Localização de Vadodara na Índia

Vadodara ou Baroda é uma cidade da Índia, no estado de Guzerate. Localiza-se nas margens do rio Visvamitra. Tem cerca de dois milhões de habitantes. Foi a capital do estado principesco de Baroda até à extinção deste em 1949.